# شتنو (شهرستان زاموشتش)
شتنو (به لهستانی:  Sitno) یک روستا در لهستان است که در گمینا شتنو واقع شده‌است. شتنو ۷۰۳ نفر جمعیت دارد.